# Ågotnes
Ågotnes este o localitate din comuna Fjell, provincia Hordaland, Norvegia, cu o suprafață de 2,88 km² și o populație de 2.763 locuitori (2013).